# جیمی کاکرین (بازیکن فوتبال، زاده ۱۹۳۵)
جیمی کاکرین (انگلیسی: Jimmy Cochrane؛ زادهٔ ۲۶ اکتبر ۱۹۳۵) بازیکن فوتبال اهل بریتانیا است.
از باشگاه‌هایی که در آن بازی کرده‌است می‌توان به باشگاه فوتبال والسال و باشگاه فوتبال بیرمنگام سیتی اشاره کرد.